# Englische Treppe

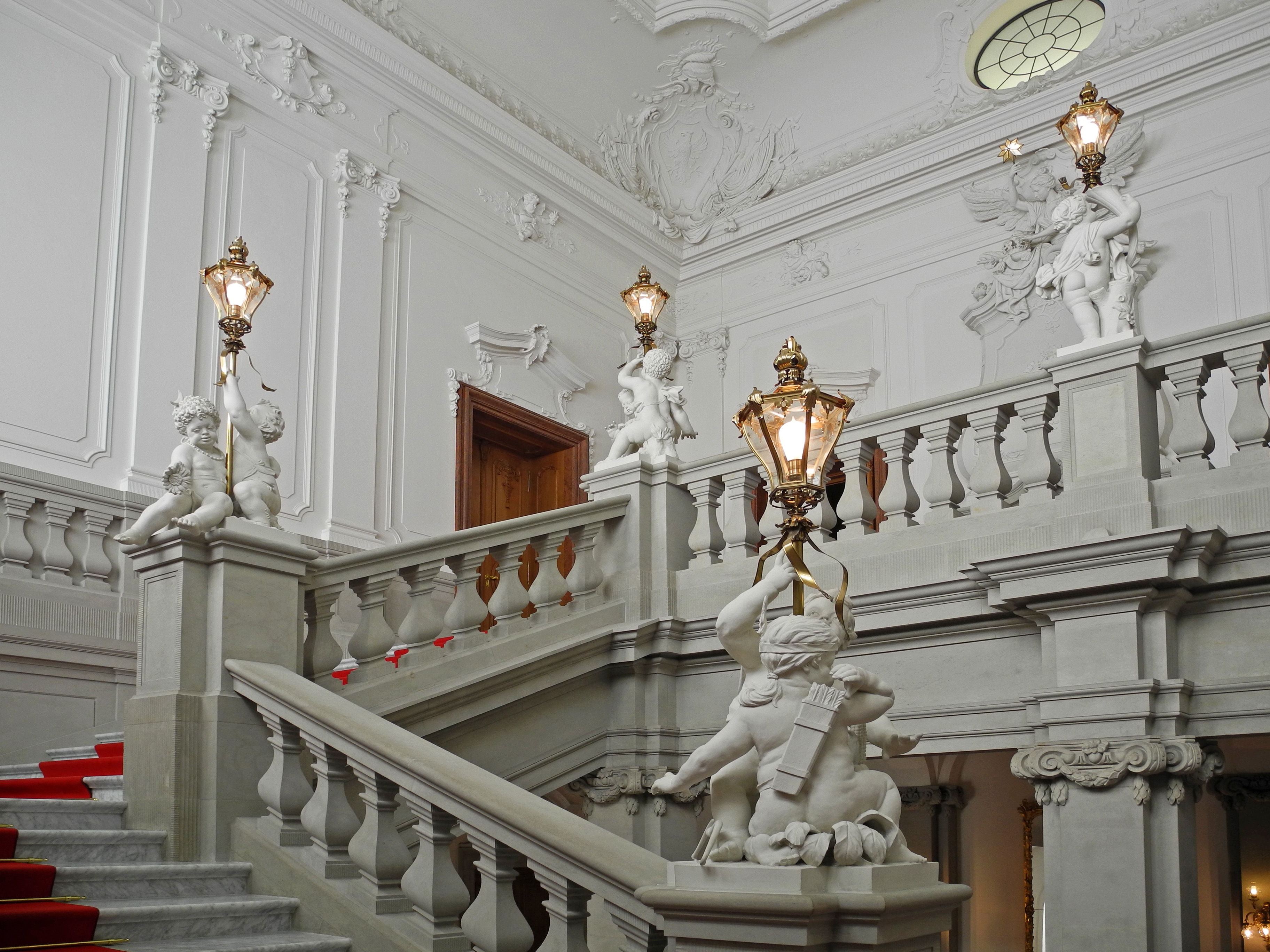
Englische Treppe mit Skulpturen der Erdteile

Die Englische Treppe ist das Haupttreppenhaus des Dresdner Schlosses.
Sie wurde bereits 1692 durch Johann Georg Starcke als Große Treppe errichtet. Im Jahre 1693 wurde sie in Englische Treppe umbenannt, anlässlich der Investitur des Kurfürsten Johann Georg IV. als Ritter des englischen Hosenbandordens.
Sie wurde bei einem Schlossbrand 1701 zerstört und ab 1717 nach Plänen von Matthäus Daniel Pöppelmann wiederaufgebaut. Bei der Bombardierung Dresdens wurde die Treppe im Februar 1945 erneut fast vollständig zerstört. Während der Rekonstruktion des Dresdner Residenzschlosses wurde der Treppenraum 2005 schrittweise zurückgebaut und 2006 mit der Wiedererrichtung der Treppenkonstruktion begonnen. Nach fünfjähriger Bauzeit wurde der Wiederaufbau der Englischen Treppe am 29. März 2010 abgeschlossen. Wände und Decken des Treppenhauses erhielten dabei ihre neobarocke Fassung von 1895 wieder, daher sind im oberen Geschoss die Wappen von König Albert (Sachsen) und Königin Carola Wasa (Schweden) angebracht. Die kleinen Skulpturen auf den Treppenabsätzen stellen vier Erdteile (Amerika, Afrika, Asien und Europa) dar. Es sind Kopien der neobarocken Figuren von Bernhard Kurt Roch (1895) wie Putten u. ä. Zudem wurden die beiden Kamine aus Marmor und Sandstein restauriert.